# Huijbert van Eijck
Huijbert van Eijck (Reeuwijk, 1674 – Gouda, begraven 21 januari 1754) was burgemeester van Gouda.

## Leven en werk
Van Eijck werd geboren in 1674 als zoon van de baljuw van Noord-Waddinxveen, Sint Huijbertsgerecht, Reeuwijk, Middelburg en Suijtwijk, Vincent van Eijck en van Margaretha Ravesteijn. Hij werd in 1694 als poorter van Gouda beëdigd en vestigde zich aldaar als notaris. Huijbert van Eijck trouwde in 1705 met Catharina Boudens, een zuster van de Goudse burgemeester dr. Georgius Boudens.
Van Eijck zou gedurende een lange reeks van jaren zijn stempel drukken op het stadsbestuur van Gouda. In 1705 werd hij lid van de vroedschap en in de periode 1715-1748 zou hij 21 maal gekozen worden tot burgemeester. Samen met een lid van een andere belangrijke regentenfamilie, Willem van den Kerckhoven, maakte hij de dienst uit in het bestuur van de stad. De meest lucratieve functies werden door hen aan hun familieleden toebedeeld. De kritiek op deze gang van zaken zwol aan in de loop der jaren. In een pamflet van ene Claudius Civilius (waarschijnlijk het pseudoniem van de baljuw Cornelis Gerard Moeringh) werd van Eijck ervan beschuldigd, dat alle te vergeven ambten bestemd werden voor zijn kinderen of kleinkinderen. Ook het feit dat hij geen geboren Gouwenaar was werd hem zwaar aangerekend. In 1748 werd hij bij de wetsverzetting uit de vroedschap gezet en kwam er een einde aan zijn macht. Ternauwernood kon voorkomen worden dat hij door de woedende bevolking zou worden mishandeld en ook plundering van zijn huis kon maar net verhinderd worden.
Toch betekende dit echter niet het einde van de invloed van de familie van Eijck op het stadsbestuur. Ook zijn zoon Vincent van Eijck en zijn kleinzoon Huijbert van Eijck zouden daarna nog belangrijke ambten (waaronder het burgemeesterschap) in Gouda vervullen.
Van Eijck overleed in januari 1754 omstreeks 90 jaar oud in zijn woonplaats Gouda.